# Chenap jezik
Chenap jezik (ISO 639-3: cjn; chenapian, tsenap, zenap), papuanski jezik iz Papue Nove Gvineje, kojim govori 180 ljudi (2003 SIL) na rijeci Sepik u jednom selu u provinciji East Sepik. Pripada sepičkoj porodici, a s jezikom Wogamusin [wog] čini jezičnu podskupinu wogamusin-chenapian.
U upotrebi su i tok pisin [tpi] ili engleski [eng].

## Vanjske poveznice
- Ethnologue (14th)
- Ethnologue (15th)